# 7787 Annalaura
7787 Annalaura este un asteroid din centura principală de asteroizi.

## Descriere
7787 Annalaura este un asteroid din centura principală de asteroizi. A fost descoperit pe 23 noiembrie 1994 la San Marcello Pistoiese de Luciano Tesi și Andrea Boattini. Asteroidul prezintă o orbită caracterizată de o semiaxă mare de 2,44 ua, o excentricitate de 0,12 și o înclinație de 4,2° în raport cu ecliptica.